# نایاریت
نایاریت(به اسپانیایی: Nayarit) یکی از سی و یک ایالت مکزیک است که ۲۰ بخش داشته و مرکز آن شهر تپیک است. 
نایاریت در غرب مکزیک واقع است و با ایالت‌های سینالوآ از شمال غربی، دورانگو از شمال، زاکاتکاس از شمال شرقی، خالیسکو از جنوب مرز دارد همچنین از غرب ساحل قابل توجهی با اقیانوس آرام دارد.